# The Tin Woodman of Oz
The Tin Woodman of Oz é o décimo-segundo livro cuja ação transcorre na Terra de Oz, escrito por L. Frank Baum. Foi publicado originalmente em 13 de maio de 1918.
O livro foi dedicado ao neto do autor, Frank Alden Baum.